# Protipapež Lovrenc
Lovrenc, rimski škof in protipapež) rimskokatoliške Cerkve, * 5. stoletje Rim, Rimsko cesarstvo; † po 506 blizu Rima (na Festovem premoženju), Italsko kraljestvo.

## Življenjepis

### Izvor in različice imena
Ime Lovrenc izhaja iz latinskega imena Laurentius; iz tega je tudi grško ime Λαυρέντιος (Laurentios). Eni raziskovalci ime Laurentius pojasnjujejo kot »izhajajoč iz mesta Lauretum pri Rimu«, drugi pa menijo, da je ime Laurentius izpeljanka iz imena Laurus, kar se povezuje z latinsko besedo laurus v pomenu »lovor, lovorova vejica«. Različice imena Lovrenc so: Lovrencij, Lovro, Lorenc, Lorin, Loris. 

### Nemirni začetek službe papeža in protipapeža
Takoj po smrti Anastazija je prišlo v Rimu do hudih nemirov. 
Rimska duhovščina in večina ljudstva ni bila zadovoljna z Anastazijevo pomirljivo politiko do nepriljubljenega in nadutega bizantinskega dvora in njegovih nasilnih posegov v cerkvene zadeve, ki so privedli do Akacijevega razkola; tako so že tretji dan po smrti, 19. novembra 496, izvolili Fortunatovega sina, arhidiakona Simaha s Sardinije, za papeža; škofovsko posvečenje je sprejel v Lateranski baziliki tri dni nato, 22. novembra 496.
Istega dne pa je tudi manjšina pod vodstvom od Bizanca podkupljenega senatorja in bivšega rimskega župana Festa izvolila za papeža arhiprezbiterja Lovrenca, ki so ga posvetili za škofa v cerkvi Marije Snežne. 

### Nepopustljiviprotipapež Lovrenc
Protipapeža je podpiralo le nekaj duhovnikov in senatorjev.  Napetosti med strankama so privedle do hudih izgredov. Vmes je posegel v Raveni stolujoči vzhodnogotski kralj Teodorik, na katerega sta se obrnili obe strani: odločil se je za Simaha, ker ga je izvolila večina in ker je bil prej posvečen. Začasno in dozdevno se  je Lovrenc umaknil. 
Papež je hotel premagati razkol in je zato sklical v Rimu marca 499 sinodo, ki se je slovesno zahvalila Teodoriku za posredovanje; Določila o volitvah papeža, ki jih je podpisal tudi Lovrenc, so pomenila prvi tozadevni odlok o papeških volitvah. V zameno je Lovrenc postal škof v Noceri. 
Nesloga pa se je vseeno nadaljevala in očitki zoper Simaha so se stopnjevali; Lovrenc in pristaši so ga dolžili, da ne obhaja Velike noči o pravem času in da je izvršil prešuštvo.

### Nadrimskim papežemjesodniksamoBog
Teodorik ga je pozval v Raveno, kjer naj bi obtožbe pojasnil. Papež se je že odpravil na pot, ko mu je postalo jasno, kam bi ga to pripeljalo. Zato se je vrnil v Rim, kjer je marca 501 sklical sinodo, ki naj bi razjasnila vse proti njemu naperjene očitke, vendar glasov nasprotne stranke to ni utišalo, pač pa so se spori ponovno razplamteli. Sinoda je odločila, da Simaha kot škofa svetega sedeža, ki je torej v Cerkvi prvo in vrhovno sodišče, nima pravice soditi nikakršno človeško sodišče, ampak je nad njim le Božja sodba; kdorkoli odreka pokorščino rimskemu papežu, velja za razkolnika. Sinoda je tudi določila, da je treba Simaha oprostiti vseh obtožb ter mu dati na razpolago cerkveno premoženje in najvišjo duhovno oblast. Zaradi Teodorikove naklonjenosti pa se je protipapež Lovrenc spet vrnil v Rim in zaneteil nemire, v katerih je bilo ubiti nekaj papeževih spremljevalcev; on se je pa komaj rešil v cerkev svetega Petra. Nemiri so se polegli šele po letu 506, ko je kralj ustregel Simahovemu poslanstvu in zahteval vrnitev vseh rimskih cerkva, ki jih je še imel v oblasti Lovrenc, pod Simahovo upravo. Teodorik se je tako dolgo obotavljal podpreti Simaha, ker se je bal zamere pri nasilnem bizantinskem cesarju Anastaziju (491-518), kateri je vedno bolj očitno podpiral monofizitizem ter začel neusmiljeno preganjati še preostale katoliške škofe. 